# Träskholm (vid Sommaröarna, Esbo)
Träskholm är en ö i Finland. Den ligger i Finska viken och i kommunen Esbo i landskapet Nyland, i den södra delen av landet. Ön ligger omkring 12 kilometer sydväst om Helsingfors.
Öns area är 1,8 hektar och dess största längd är 190 meter i nord-sydlig riktning.